# Provincia de Xikang
Xikang o Sikang (en chino tradicional y simplificado, 西康省; pinyin, Xikang shěng; Wade-Giles, Hsi-kang shêng; literalmente, ‘Kham en el oeste’ o ‘Kham al oeste [de Sichuan]’) era una provincia de la República de China que comprendía la mayor parte de la región de Kham del Tíbet tradicional, donde viven los khampa, un subgrupo del pueblo tibetano. La parte oriental de la provincia estaba habitada por un número de diferentes grupos étnicos, como los chinos Han, Yi, Qiang y los tibetanos, mientras que la parte occidental de la provincia estaba habitada por tibetanos. Xikang, entonces conocida como Chuanbian (川邊), fue una región administrativa especial de la República de China hasta 1939, cuando se convirtió en una provincia oficial. La capital provincial fue Kangding entre 1935 y 1949 y Ya'an de 1951 a 1955. La provincia tenía una población de unos 3,4 millones en 1954.

## Historia
Tras el levantamiento de Wuchang en octubre de 1911, que condujo a la caída de la dinastía Qing, esta región se estableció como el Distrito Administrativa Especial de Chuanbian (川邊特別行政區) por la recién creada República de China.
En junio de 1930 esta región fue invadida por el ejército del Tíbet, lo que precipitó la guerra sino-tibetana. Con el distrito encerrado en luchas internas, no se enviaron refuerzos para apoyar a las tropas de Sichuan estacionadas allí. Como resultado, el ejército tibetano capturó, sin encontrar mucha resistencia, los condados de Garzê y Xinlong. Cuando se negoció un alto el fuego y este falló, las fuerzas tibetanas intentaron capturar partes del sur de la provincia de Qinghai. En marzo de 1932 invadieron a la fuerza Qinghai, pero fueron derrotados por el señor de la guerra local Ma Bufang en julio, haciéndolos retroceder.
El ejército Hui capturó los condados que habían caído en manos del ejército tibetano desde 1919. Sus victorias pusieron en peligro las líneas de suministro de las fuerzas tibetanas en Garze y Xinlong. Como resultado, una parte del ejército tibetano fue obligado a retirarse.
En 1932 Liu Wenhui en cooperación con el ejército de Qinghai, envió una brigada para atacar a las tropas tibetanas en Garze y Xinlong, eventualmente ocupándolas, y otros condados del este del río Jinshajiang como Dêgê. La rebelión de los khamba de 1934 dirigida por la familia Pandatsang estalló contra el gobierno tibetano en Lhasa. El líder revolucionario de los khampa Pandatsang Rapga estaba involucrado.
En enero de 1939, el Distrito de Administración Especial de Chuanbian se convirtió oficialmente en una provincia de la República, la provincia Sikang. Kesang Tsering fue enviado por los chinos hacia Batang para tomar el control de Sikang, donde formó un gobierno local. Fue enviado allí con el propósito de propagar los Tres Principios del Pueblo a los khampa.